# روابط ارمنستان و لبنان
روابط خارجی بین ارمنستان و لبنان وجود دارد. لبنان میزبان هشتمین جمعیت ارامنه در جهان است و اولین کشور عضو اتحادیه عرب بود که نسل‌کشی ارامنه را به رسمیت شناخت.